# 中国民主建国会青海省委员会
中国民主建国会青海省委员会，简称民建青海省委、青海民建，是中国民主建国会在青海省的地方组织。